# Stylosanthes hispida
Stylosanthes hispida là một loài thực vật có hoa trong họ Đậu. Loài này được Rich. miêu tả khoa học đầu tiên.